# Kontextová reklama
Kontextová reklama (reklama v obsahové síti) je internetová reklama, která zobrazuje sdělení zadavatele v kontextu s obsahem webové stránky. Kontextová reklama se zobrazuje na webových stránkách provozovatelů, kteří uzavřeli smlouvu s poskytovatelem systému pro správu kontextové reklamy. Většina druhů kontextové reklamy se platí za proklik.

## Kontextová a textová reklama
V souvislosti s kontextovou reklamou se definice zobecňuje na textovou reklamu. Kontextová reklama přitom nemá danou formu, jen je spíš z technických a formátovacích důvodů načtení a zobrazení textu jednodušší. Kontextová reklama se zobrazuje v souvislosti a na základě zjištěného obsahu stránky a požadavků na zobrazení v takové souvislosti - kontextu. Na takovém místě může být načten a zobrazen různý počet reklam.
Kontextová reklama je cílena na konkrétní slova a sousloví zjištěné v textovém obsahu stránek. Kontextové systémy navíc používají složité metody vyhodnocování relevance takto zjištěných slov. Relevancí je četnost výskytu klíčového slova v dokumentu, jeho umístění v těle stránky (nadpis, popis nebo název stránky, tělo textu) na okolních stránkách v dané doméně nebo adrese umístění stránky apod.
Na takových stránkách se jako kontextová reklama mohou zobrazovat jak reklamní texty (textová reklama) nebo grafické obrázky (bannerová reklama).

## Rozdíl mezi kontextovou reklamou a reklamou ve vyhledávačích
Kontextová reklama a reklama ve vyhledávačích spolu velmi úzce souvisí. Často jsou tyto pojmy nesprávně zaměňovány, ačkoli každý způsob reklamy má svá specifika.
- kontextová reklama: souvisí s textem stránky, na které se zobrazuje. Reklama je na webových stránkách zobrazována na základě výskytu nebo použití slova nebo slovního spojení. Reklamní sdělení tedy oslovuje uživatele pasivně. Systémy, které se zabývají kontextovou reklamou jsou mClick nebo Etarget
- reklama ve vyhledávačích: v tomto případě je reklama zobrazena v souvislosti s frází, kterou uživatel zadal do vyhledávače. Reklama se zobrazí uživateli, ve chvíli, kdy konkrétní slovo nebo slovní spojení vyhledává, tedy oslovuje uživatele aktivně. V této oblasti jde zejména o systém Google Adwords nebo Sklik

Další, již méně známé systémy jsou BBText, který provozuje Internet Billboard nebo pod názvem TakeIt společnost Internet Trading. V zahraničí například IntelliTXT.
Rozdíly ve způsobech cílení jsou důležité při vytváření reklamního textu i při hledání vhodných klíčových slov.

## Jak funguje kontextová reklama
Zadavatel si vybere libovolná klíčová slova a vytvoří svůj textový inzerát. Textový inzerát se obvykle skládá z titulku, popisu a odkazu na webové stránky zadavatele.
Pokud je kampaň spuštěna, zobrazuje se textová reklama na webových stránkách členů reklamního systému. Textový inzerát je zobrazen v kontextu se stránkou, kterou si právě návštěvník daného webu prohlíží.
Příklad
Inzerentem je cestovní kancelář. Pracovník cestovní kanceláře se přihlásí do systému poskytovatele kontextové reklamy. Zvolí si klíčová slova dovolená, zájezd, prázdniny a volno. Tato slova zadává do systému pro správu kontextové reklamy. Kampaň se spustí. Textová reklama na cestovní kancelář se zobrazuje webech, kde se vyskytují klíčová slova dovolená, zájezd, prázdniny a volno.

## Druhy kontextové reklamy
Cílení podle kontextu stránky
Kontextová reklama se v tomto případě trvale zobrazuje na předem určeném místě, mimo hlavní text. Inzeráty se zobrazují podle toho, jaké články si právě prohlíží návštěvník. Pokud čte návštěvník článek v němž se vyskytuje klíčové slovo zájezd, zobrazují se reklamy všech zadavatelů, kteří si toto klíčové slovo zvolili. Kvalitní reklamní systémy navíc posuzují kontext celé stránky.

## Druhy cílení na výskyt slova (nekontextové)
Klíčová slova v textu stránky
Textová reklama není na první pohled vidět. Systém pouze označí vybraná klíčová slova v textu ve stránce jinou barvou a stylem podtržení. Pokud na takto označená klíčová slova najede návštěvník myší, zobrazí se reklama zadavatele. Zahraniční řešení má název IntelliTXT a na českém internetu je systém známý pod názvem bbText. Kontext této reklamy se vztahuje pouze k vybranému klíčovému slovu.
Cílení podle hledaných slov
Reklama cílená na uživatelský dotaz se obvykle pod pojem kontextové reklamy neřadí (viz výše dvojí pojetí kontextové reklamy). Reklama cílená na dotaz se zobrazuje ve vyhledávačích nebo výsledcích hledání. Návštěvník internetového vyhledávače hledá například dotaz zájezd. V předem určených místech se zobrazí kontextová reklama inzerentů, kteří si zvolili klíčové slovo zájezd.

## Cena za kontextovou reklamu
Zadavatel reklamy platí v okamžiku, kdy na jeho reklamu klikne návštěvník webových stránek. Zadavatel tedy platí za kliknutí. Čeští provozovatelé systémů kontextové reklamy stanovují minimální cenu za jedno kliknutí, která se pohybuje od 1 do 5 Kč. Zadavatel reklamy si cenu stanovuje sám. Některá slova jsou inzerenty velmi žádaná. Pokud chce zadavatel reklamy „předběhnout“ své konkurenty, musí zvýšit cenu za proklik. V případě, že je na klíčové slovo více inzerátů, seřadí se za sebe podle ceny za kliknutí.
Příklad
Na klíčové slovo dovolená chce zobrazovat svoji reklamu celkem 10 cestovních kanceláří. Cestovní kancelář XY zvýší cenu na 30 Kč za jedno kliknutí na svůj inzerát. Pokud to bude nejvyšší cena, zobrazí se inzerát na prvním místě. Ostatní inzeráty se zobrazují pod tímto inzerátem. Jakmile cestovní kancelář ZY zvýší cenu za proklik na 31 Kč, změní tím pořadí a bude na prvním místě.

## Registrace do systému
Jestliže se inzerent rozhodne využít pro podporu svého podnikání kontextovou reklamu na Internetu, musí navštívit internetové stránky některého ze systémů kontextové reklamy a zaregistrovat se. Při registraci získá inzerent vlastní virtuální konto.
Často je potřeba uhradit na bankovní účet provozovatele systému kontextové reklamy předem určenou částku, označovanou v PPC systémech jako minimální platba. Pokud je tato částka příliš vysoká, může to některé firmy odrazovat.
Když provozovatel systému obdrží od firmy peníze na svůj účet, je virtuální konto uživatele navýšeno o zaslanou částku. Poté může inzerent začít inzerovat v rámci webů a serverů, které jsou zapojeny do vybraného systému kontextové reklamy.
Online reklama poskytuje v průběhu řadu údajů, podle kterých je možné na probíhající zobrazování reagovat a modifikovat (typicky změnit text, změnit klíčová slova, upravit ceny pro změnu pořadí…). Existují specialisté, kteří se starají o kontextové reklamy více firem a probíhající reklamu optimalizují podle průběžných statistik.

## Podvody - clickfraud
Zadavatelé se někdy obávají, že jejich konkurence či provozovatelé webů budou záměrně klikat na jejich textovou reklamu. Pro tento druh podvodu se vžil název clickfraud, který je do češtiny překládán jako falešné, neplatné nebo podvodné klikání.
Provozovatelé systémů kontextové reklamy proto vyvíjí různé stupně ochrany proti těmto podvodům. Například Internet Billboard, provozovatel systémů bbKontext a bbText, udává, že používá osm stupňů ochrany před podvodným klikáním. Některé formy ochrany fungují okamžitě (nestrhnou se peníze za klik z účtu majitele webu), jiné až zpětně (provozovatel webu musí vrátit peníze).
Problém falešného klikání je v médiích záměrně zveličován firmami, které prodávají software na rozeznávání clickfraudu.

## Příjem pro provozovatele webů
Provozovatelé webů a poskytovatelé obsahu mohou na svůj web umístit HTML kódy některého z poskytovatelů systémů kontextové reklamy. Podmínky uzavření smlouvy a výše provize za každé kliknutí se liší podle podmínek jednotlivých provozovatelů.

## Nevýhody a problémy kontextové reklamy
Pokud zadavatel reklamy špatně zvolí klíčová slova, výsledkem mohou být reklamy zobrazené na nerelevantních stránkách, které potom mají pouze nízkou účinnost (malý CTR). Jako větší problém je v zahraničí uváděn nízký konverzní poměr. Oproti reklamě cílené na vyhledávání je z prokliků z kontextu řádově méně objednávek.
Vzhledem k tomu, že reklamu umisťuje automat, občas může mít nevhodné konotace. Například při tragickém úmrtí Karla Zicha (zemřel při potápění) bylo u jeho nekrologu kontextovou reklamou nabízeno potápěčské vybavení.
Některé formy kontextové reklamy ve standardním nastavení nemusí být dostatečně odlišitelné od běžného odkazu, a proto mohou být pro uživatele matoucí. Uživatel netuše, že jde o reklamu, klikne na odkaz a přejde na pro něho nečekanou stránku. I taková reklama může být poměrně nevýhodná pro zadavatele reklamy, má vyšší CTR, ale poměrně nízký konverzní poměr.